# Boss Hoss

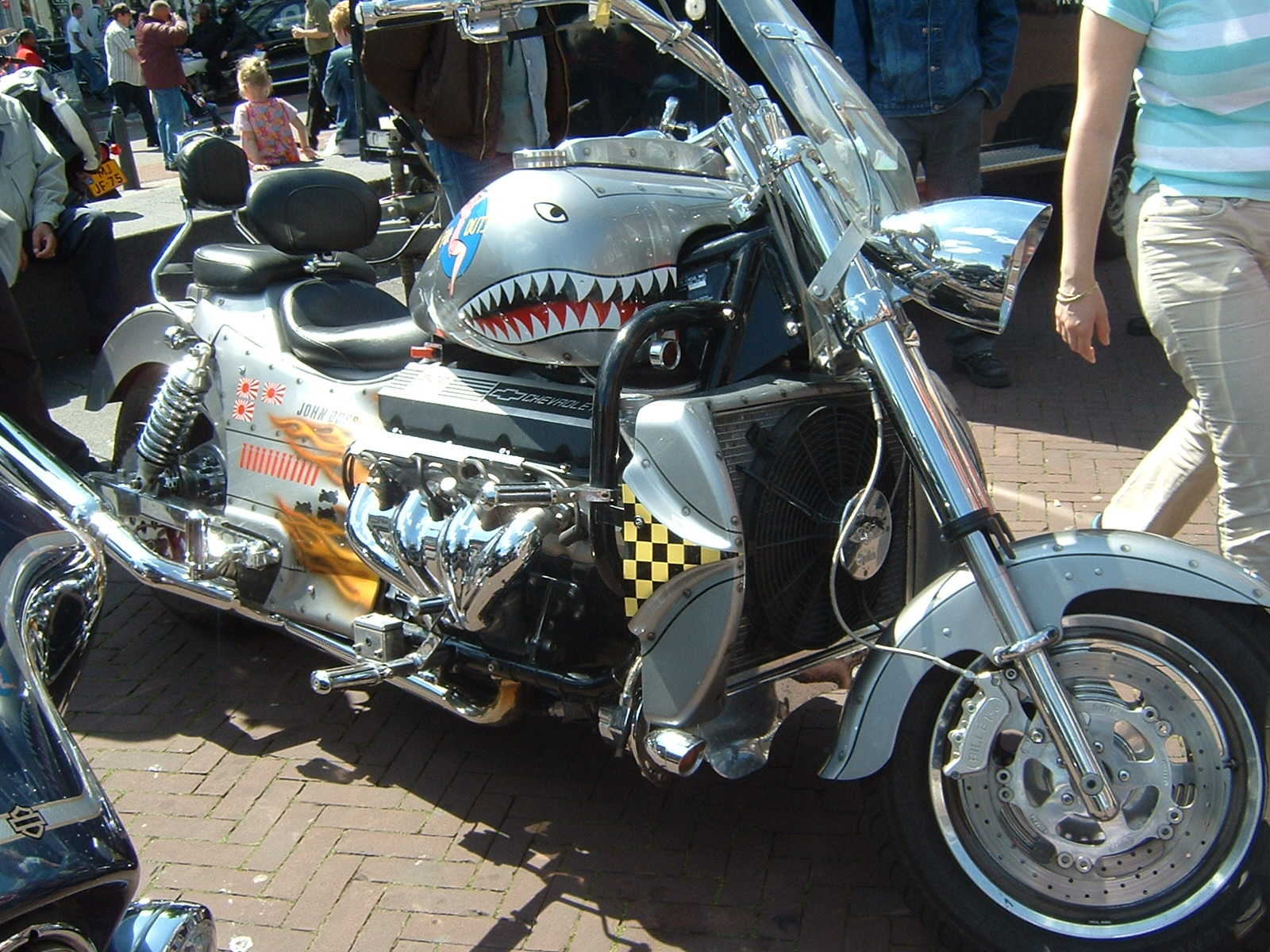
Boss Hoss

Boss Hoss is een Amerikaans merk van zware motorfietsen dat customs en trikes bouwt op basis van een Chevrolet V8-motorblok.
Boss Hoss Cycles (Dyersbrug, Tennessee) heette oorspronkelijk Boss Hog ( van Harley Owners Group), maar Harley-Davidson maakte bezwaar tegen deze naam omdat het de bijnaam van Harley is.
De motor weegt ca. 500 kg en is in een 350 pk versie beschikbaar voor € 43.000,00 en in een 520 pk versie voor € 57.500,00 (prijzen in Nederland, 2005).